# Summer's End
Summer's End è il secondo album in studio del gruppo musicale gothic metal olandese Autumn, pubblicato nel 2004.

## Tracce
1. The Coven – 3:47
2. Gospels in Dusk – 4:34
3. Gallery of Reality – 6:06
4. Silent Madness – 5:20
5. Vision Red – 5:54
6. Lifeline – 5:54
7. This Night – 4:07
8. The Green Angel – 5:51
9. Whispering Secrets – 4:27
10. Summer's End – 4:56
11. Solar Wake – 5:27